# Комітет з прав дитини
Коміте́т з прав дити́ни було створено відповідно до ст. 43 Конвенції про права дитини 1989 р.

## Членство й організація роботи
До Комітету входять 18 експертів, які діють в особистій якості й обираються таємним голосуванням у ході наради країн — учасниць Конвенції з-поміж громадян цих країн з урахуванням принципу справедливого географічного розподілу і представництва головних правових систем. Члени Комітету повинні володіти високими моральними якостями й визнаною компетенцією в галузі, що охоплюється Конвенцією. Кожна держава має право висунути не більше одного кандидата.
Члени Комітету обираються на чотирирічний строк і мають право бути переобраними при повторному висуненні їх кандидатур. У разі дострокового припинення повноважень члена Комітету, держава-учасниця, що висунула даного члена Комітету, призначає іншого експерта з-поміж своїх громадян на строк, що залишився, за умови схвалення Комітетом.
Комітет обирає своїх службових осіб на дворічний строк. В їх число входять голова, чотири його заступника і доповідач.
Конвенція залишає місце проведення сесій на розсуд Комітету. Їх тривалість визначається нарадою держав — учасників Конвенції за умови схвалення Генеральною Асамблеєю ООН. Як правило, сесії тривалістю по три тижні кожна проводяться у Відділенні ООН в Женеві три рази на рік — у січні, травні й вересні. З початку своєї роботи в 1991 р. по кінець 2011 р. Комітет провів 58 сесій.
Комітет встановлює свої власні правила процедури.
Організаційно-технічне забезпечення діяльності Комітету здійснює Секретаріат ООН. Генеральний секретар надає необхідний персонал і матеріальні засоби для ефективного здійснення Комітетом своїх функцій відповідно до Конвенції.
Доповіді про діяльність Комітету раз на два роки представляються Генеральній Асамблеї через ЕКОСОР.
Держави — учасники Конвенції зобов'язуються подавати Комітетові через Генерального секретаря ООН доповіді про вжиті ними заходи з закріплення визнаних у Конвенції прав та про прогрес, досягнутий у здійсненні цих прав. Розгляд доповідей є основною функцією Комітету.
Початкова доповідь подається протягом двох років після набуття чинності Конвенції для відповідної держави-учасниці, згодом — через кожні п'ять років. В доповідях зазначаються фактори і труднощі, якщо такі є, що впливають на ступінь виконання зобов'язань за Конвенцією. Доповіді повинні містити інформацію, достатню для забезпечення повного розуміння Комітетом дії Конвенції підзвітної країні.
З урахуванням значної завантаженості програми роботи Комітету передбачено подання зведених доповідей (як правило, за два п'ятирічних періоди).
Держави — учасники факультативних протоколів до Конвенції (Факультативний протокол щодо торгівлі дітьми, дитячої проституції й дитячої порнографії, набрав чинності 18 січня 2002 р. і Факультативний Протокол, що стосується участі дітей у збройних конфліктах, який набрав чинності 12 лютого 2002 р.) зобов'язані включати у свої доповіді також інформацію про виконання положень протоколів. Якщо держава, що ратифікувала Протокол не є повноправним учасником Конвенції (протоколи таку можливість передбачають), вона надсилає Комітету доповідь про виконання положень Протоколу раз у п'ять років.
У разі якщо держава-учасник регулярно не представляє доповіді Комітет може розглянути можливість обговорення ситуації в ній на основі наявних відомостей. Про прийняття такого рішення Комітет інформує зацікавлену державу.
Відповідно до положень Конвенції Комітет має право запитувати у держав-учасниць додаткову інформацію, що стосується її здійснення.
Первісний розгляд доповіді проводиться передсесійною робочою групою Комітету на неформальному засіданні, на яке можуть бути запрошені представники органів і спеціалізованих установ ООН, неурядових організацій, експертних кіл. Крім власне доповіді розглядається інформація з альтернативних джерел, у першу чергу структур ООН та інших договірних органів з прав людини.
За результатами неформального розгляду готується список питань, який по дипломатичних каналах перепроваджується зацікавленій державі. Як правило, напрямок списку супроводжується проханням представити відповіді заздалегідь, з тим щоб вони могли бути переведені на всі офіційні мови ООН.
Обговорення доповідей здійснюється в ході інтерактивного діалогу з представниками підзвітної держави. За підсумками обговорення Комітет готує заключні зауваження, які за форматом і характером нагадують аналогічні зауваження Комітету з прав людини та інших договірних органів з прав людини.
ЮНІСЕФ та інші органи та спеціалізовані установи ООН можуть бути представлені при розгляді окремих питань здійснення Конвенції, що входять в їх компетенцію. Комітет може запитувати у них експертні висновки й супроводжувати доповіді держав-учасниць, в яких міститься прохання про надання технічної консультації або допомоги чи вказується на потребу в цьому, а також (за наявності) зауваження і пропозиції Комітету щодо таких прохань чи вказівок.
Поряд з розглядом доповідей Комітет виконує і ряд інших функцій. Так, згідно з Конвенцією у нього є право свого роду «законодавчої ініціативи» в Генеральній Асамблеї. Комітет може рекомендувати Асамблеї запропонувати Генеральному секретарю провести від її імені дослідження з окремих питань, що стосуються прав дитини. Крім того, Комітет може вносити пропозиції й рекомендації загального характеру, засновані на інформації, яку він отримує від іноземних держав та органів і спеціалізованих установ ООН. Вони пересилаються будь-якій зацікавленій державі-учасниці й повідомляються Генеральній Асамблеї поряд із зауваженнями держав-учасниць, якщо такі є.
Комітет з прав дитини поки не розглядає індивідуальних повідомлень, не розглядає скарг, держав на недодержання іншими державами положень Конвенції і не веде розслідувань. Факультативний протокол до Конвенції, який передбачає такі можливості, був розроблений відповідною робочою групою Ради ООН з прав людини у 2010—2011 рр.., без голосування схвалений пленумом Ради на його 17-ї сесії й прийнятий Генеральною Асамблеєю на її 66-ї сесії. Після набрання Протоколом чинності, для чого потрібна ратифікація або приєднання до нього 10 держав, Комітет буде наділений цими повноваженнями.
З частотою приблизно раз на рік Комітет проводить одноденну загальну дискусію. Вона має відкритий характер: запрошуються представники держав, органів і спеціалізованих установ ООН, неурядових організацій, наукового та експертного співтовариства, а також діти. Зазвичай обговорюється якесь тематичне питання, пов'язане із застосуванням положень Конвенції в певних обставинах або у відношенні певної категорії дітей. Всього Комітет провів 19 таких дискусій.
Як і інші договірні органи. Комітет з прав дитини приймає зауваження загального порядку, які тлумачать і розвивають положення Конвенції (всього їх 13). Крім них, у Комітету є й інша форма роботи — рішення. Зазвичай вони стосуються процедурних питань (строки подання доповідей, їх формат, порядок засідань), але ряд рішень містить і предметні рекомендації державам і органам ООН щодо виконання окремих положень Конвенції.